# سیارک ۱۹۸۰۹
سیارک ۱۹۸۰۹ (به انگلیسی: 19809 Nancyowen، نامگذاری:2000SC86) نوزده هزار و هشتصد و نهمین سیارک کشف شده‌است که در ۲۴ سپتامبر ۲۰۰۰ کشف شد.
قدر مطلق سیارک برابر ۱۲٫۹ است.